# Cryptocanthon escobari
Cryptocanthon escobari là một loài bọ cánh cứng trong họ Bọ hung (Scarabaeidae).